# Eigg

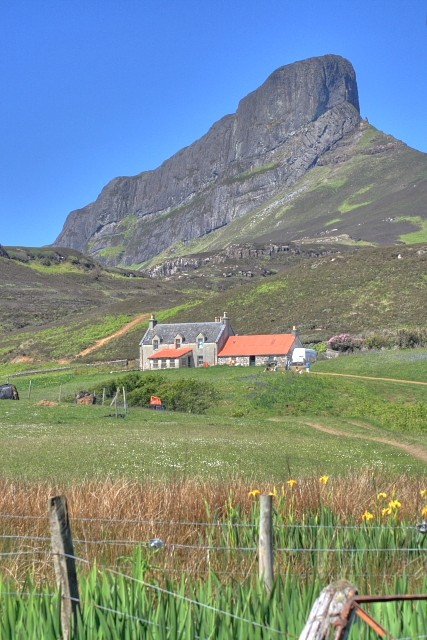
An Sgurr, la vetta più elevata dell'isola

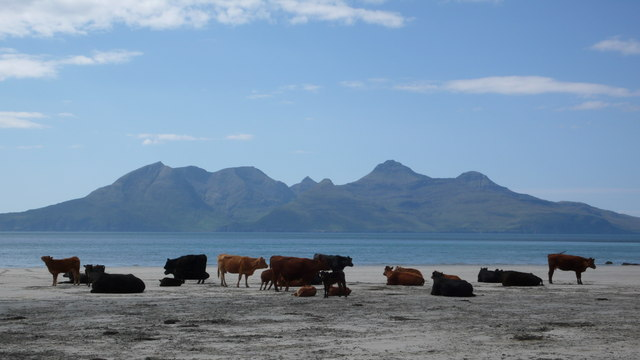
Eigg: mandria sulla spiaggia di Cleadale

Eigg (in gaelico scozzese: Eige; 30,5 km²) è un'isola sull'Oceano Atlantico della Scozia nord-occidentale, facente parte dell'arcipelago delle isole Ebridi Interne e del sottogruppo delle isole Small. Definita lo "smeraldo delle Ebridi Interne", è la più popolata e la seconda isola per estensione delle isole Small.
Centro principale dell'isola è Cleadale.

## Geografia

### Collocazione
Eigg si trova tra il Cuillin Sound e il Sound of Arisaig e tra le isole di Rùm e Muck (rispettivamente a sud-est della prima e a nord-est della seconda), a 10 miglia ad ovest della terraferma.

### Dimensioni e territorio
L'isola ha una lunghezza di 5 miglia e una larghezza di 3,5 miglia.
L'isola raggiunge un'altitudine massima di 393 metri: la vetta più elevata è l'An Sgurr.
|  |

## Storia
L'isola di Eigg è ambientazione del film "Una sposa in affitto".
I primi insediamenti umani sull'isola risalgono al Mesolitico..
Nel VII secolo, san Donnano, un missionario irlandese, fondò in loco un monastero, introducendo il Cristianesimo ad Eigg.. Nel 617, però, San Donnano e 52 dei suoi monaci furono massacrati.
Nel corso dell'VIII secolo, gli abitanti Vichinghi furono rimpiazzati da aristocratici norvegesi, per i quali l'isola rappresentava un "ponte" per gli scambi commerciali con l'Irlanda.
Nel 1577 l'isola fu teatro di un nuovo massacro: 395 persone appartenenti al clan MacDonald morirono infatti soffocate dal fumo, deliberatamente provocato da membri del clan MacLeod nel tentativo di stanare i rivali dalla grotta in cui si erano rifugiati.
Undici anni dopo l'isola subì un saccheggio da parte di mercenari spagnoli.
Nel 1745, l'isola fu nuovamente saccheggiata dopo una ribellione che portò anche alla deportazione di alcuni giovani del posto.
Nel 1997 l'isola divenne di proprietà dei suoi abitanti, che autoproclamarono - come riportato dai quotidiani inglesi - "la libera repubblica di Eigg".

## Fauna
Ad Eigg vi sono tre riserve faunistiche: una situata nei pressi del rilievo di An Sgurr, un'altra situata nei pressi delle scogliere del Beinne Bhuide e un'altra situata nel Gleann Charadil.
Sull'isola vivono 196 specie di uccelli.

## Trasporti
L'isola è raggiungibile via traghetto da Mallaig ed Arisaig.